# Azara celastrina
Azara celastrina és una espècie arbustiva perenne de la família de les Salicaceae. Són originaris d'Amèrica del Sud, en concret de Xile. El seu nom comú és Corcolenes o Lilén. El seu estat de conservació és bo, ha estat catalogat com a "freqüent".

## Descripció
És un arbust o arbre petit de fins a 3 metres d'alçada i d'amplada. L'escorça és rugosa de color gris cendra. Les fulles són ovals amb els marges serrats, brillants, presenten estípules folioses (fulletes a labase de les fulles). Les flors, hermafrodites, són de color groc i s'agrupen en raïms o corimbes, són perfumades i apareixen de novembre a gener. El fruit és una baia de color marró fosc i madura cap a la tardor. El seu creixement és ràpid i floreixen a partir del tercer any.

## Distribució i hàbitat
Es distribueix per les Regions Xilenes IV-VIII, és un endemisme de Xile i creix en ambdues serralades: des de Limarí a Biobio.

## Valor ornamental i Requeriments
Necessiten molta lluminositat i sòls molt humits però ben drenats, de pH neutre a lleugerament àcid. Resisteixen vents i gelades i atrauen insectes i aus. Són molt valorats per les seves fulles i flors i per això es planten en jardins i parcs. Preferentment són de zones litorals.

## Taxonomia
Azara celastrina va ser descrita per Don, David i publicada a Edinburgh New Philosophical Journal 10: 119, pl. 11. 1830. (Edinburgh New Philos. J.)

### Etimologia
- Azara: nom genèric en honor del científic español José Nicolás de Azara[4]

### Sinonímia
- Azara celastrina var. tomentosa (Bertero ex Steud.) Reiche
- Azara sparsiflora Steud.
- Azara tomentosa Bertero ex Steud.